# G1.9+0.3
G1.9+0.3 —llamado también SNR G001.9+00.3— es un resto de supernova en la constelación de Sagitario. En nuestra galaxia es el resto de supernova más joven que se conoce, pues su luz habría alcanzado la Tierra en torno a 1871. No obstante, la explosión no fue observada en la Tierra por el polvo y el denso gas presente en el centro galáctico, donde tuvo lugar el evento. Se ha estimado la edad de este remanente combinando datos del observatorio Chandra de rayos X y del observatorio VLA. Se cree que G1.9+0.3 corresponde al resto de una supernova de tipo Ia.

## Descubrimiento
En 1984 G1.9+0.3 fue identificado por primera vez como un resto de supernova por las observaciones llevadas a cabo con el radiotelescopio VLA. Debido a su tamaño angular excepcionalmente pequeño, se pensó que era muy joven, de menos de mil años. En 2007, observaciones de rayos X desde el observatorio Chandra revelaron que el objeto era aproximadamente un 15 % más grande de lo que se creía inicialmente. Posteriores observaciones realizadas con el VLA en 2008 ratificaron dicho aumento de tamaño y permitieron reducir su edad a no más de 150 años.
Actualmente se cifra su edad en 142 ± 19 años.

## Características
En radiofrecuencias G1.9+0.3 presenta un brillo comparable al de los restos de las supernovas SN 1572 y SN 1604. En rayos X su morfología es bisimétrica, análoga a la de SN 1006, y no cambia significativamente en el rango de energía entre 3 y 20 keV.
Además, presenta una sustancial emisión térmica de hierro.
Imágenes recientes del observatorio Chandra han mostrado que G1.9+0.3 se ha expandido significativamente desde 1985 y que su emisión de rayos X parece ser predominantemente de naturaleza sincrotrón. A medida que se ha ido expandiendo, también se ha incrementado su brillo.
La cáscara tiene un radio de aproximadamente 1,75 pársecs y su velocidad de expansión inferida es de unos 11 000 km/s.
Se piensa que G1.9+0.3 proviene de una supernova de tipo Ia provocada por la detonación termonuclear de una enana blanca destruida después de fusionarse con otra enana blanca o después de sustraer materia de una estrella acompañante.
Su alta velocidad de expansión, la ausencia de una nebulosa de viento de púlsar evidente y la simetría bilateral de la emisión de rayos X son evidencias de que es el resultado de una supernova de este tipo.
Utilizando la falta de absorción de 74 MHz por el plano galáctico como indicador, inicialmente se pensó que este remanente está en el lado más próximo a nosotros del centro galáctico, a una distancia inferior a 7,8 kilopársecs. Sin embargo, posteriores estudios sitúan a G1.9+0.3 a 8,5 kilopársecs, valor consistente con varios estudios de absorción de rayos X.